# Chris Powell
Christopher „Chris“ George Robin Powell (* 8. September 1969 in Lambeth) ist ein ehemaliger englischer Fußballspieler und aktueller Fußballtrainer.

## Spielerkarriere
Der linke Verteidiger begann seine Karriere 1987 bei Crystal Palace. 1990 wechselte der Linksfuß für ein Jahr leihweise zum FC Aldershot. Von 1990 bis 1996 spielte er bei Southend United. 1996 wurde er von Derby County verpflichtet. 1998 bis 2004 spielte Powell das erste Mal bei Charlton Athletic. Von September 2004 bis Juni 2005 verteidigte er leihweise bei West Ham United. Zu Beginn der Saison 2005/06 grätschte der Linksfuß wieder für Charlton Athletic. Danach stand er unter anderem beim FC Watford und bei Leicester City unter Vertrag. Danach beendete der Außenverteidiger seine aktive Laufbahn.
Powell absolvierte fünf Partien im englischen Fußballnationalteam. Er debütierte am 28. Februar 2001 in der Partie gegen Spanien für die Three Lions, seine letzte Begegnung für sein Heimatland bestritt Powell am 13. Februar 2002 gegen die Niederlande.

## Trainerkarriere
Am 14. Januar 2011 übernahm Chris Powell den Trainerposten bei seinem langjährigen Verein Charlton Athletic. Mit dem Drittligisten gewann Powell in der Football League One 2011/12 den Meistertitel und erreichte somit den Aufstieg in die zweite Liga. Mit dem Aufsteiger gelang ihm in der Football League Championship 2012/13 ein guter neunter Tabellenplatz. Nach einem deutlich schlechteren Verlauf der Saison 2013/14 und dem Absturz auf den letzten Tabellenrang wurde Powell am 11. März 2014 entlassen.
Am 3. September 2014 übernahm er den vakanten Trainerposten beim englischen Zweitligisten Huddersfield Town. Nach einem Jahr verließ er den Verein und wurde Teil des Trainerstabs von Derby County. Nach der Entlassung von Nigel Pearson war er 2016 für einige Zeit interimsweise Cheftrainer, machte dann wieder Platz für Steve McClaren. In der Spielzeit 2018/19 war er Cheftrainer von Southend United. Nach einer kurzen Anstellung als Assistenztrainer bei ADO Den Haag fand er eine Anstellung als Juniorentrainer bei Tottenham Hotspur, gleichzeitig gehörte er zum Trainerteam von Gareth Southgate als Cheftrainer der englischen Fußballnationalmannschaft. Bei Tottenham war er ab April 2021 für einige Zeit interimsweise neben Nigel Gibbs Assistenztrainer des Interim-Cheftrainers Ryan Mason.

## Soziales Engagement
Powell engagiert sich als Botschafter für Show Racism the Red Card.